# Komenium (Olomouc)
Komenium v Olomouci je bývalá německá reálná škola, postavená v letech 1873–1875 v historizujícím novorenesančním slohu. Pozoruhodný je především její slavnostní sál s celoplošnou iluzivní a figurální výmalbou ve stylu neorenesančního dekorativismu. Budova je od 2. října 1991 památkově chráněna. Je využívána jako základní a mateřská škola.

## Historie
Školní budova z konce 19. století je součástí městské památkové rezervace a nachází se v těsné blízkosti kostela svatého Mořice na ulici 8. května. Byla postavena na místě dřívějších měšťanských domů. Místo bylo vybráno z důvodu snadné dostupnosti a obslužnosti.
Ve středověku se zde nacházela tzv. Mořická škola. Prvotním důvodem ke stavbě nové školy byla snaha o zvýšení prestiže školství v Olomouci, dalším nedostatek prostor pro výuku. Nová německá reálka měla nahradit starou budovu v Purkrabské ulici. Ideovým záměrem stavitelů bylo pozvednout olomoucké školství v duchu velikých osobností, jako byli například Komenský, Koperník či Humboldt. Dokladem byla slova nápisu (dnes již odstraněno), který měla škola ve vrcholu štítu na průčelí Wissenschaft und Kunst (Věda a umění). Nad stavbou převzal patronát císař František Josef I. 
Budovu v historizujícím novorenesančním stylu navrhl Vincenz Kühn z Prostějova, průčelí je dílem rakouského architekta Augusta Krumholze. Projekt vypracoval olomoucký stavitel Franz Kottas ve spolupráci s Adolfem Thanbauerem. Kamenické práce na průčelí a kompozici navrhoval Johann Tebich z Brna a spoludotvářel Ernst Melnitzky, autorem čtyř soch na fasádě byl Franz Melnitzky z Vídně. Kovářské práce a práce z litiny dodávala olomoucká firma Raimunda Nietscheho. Na realizaci stavby se podílely olomoucké stavební či řemeslnické firmy (Kottas, Kohn, Kühndel, Ottahal). Výmalbu exteriérů a interiérů prováděl August Folkner, umělecký zámečník Raimund Oplustil dodával kovové prvky oken a dveří včetně vnitřního zábradlí, vrata a okna Karl Maschek.
Základní kámen byl položen roku 1873, slavnostní otevření školy se konalo 20. června 1875. Ve vestibulu školy byla odhalena pamětní deska s děkovným textem císaři Františku Josefovi I. za pomoc při realizaci záměru. Celková cena stavby dosáhla 350 000 zlatých.  Část budovy byla vyčleněna pro Průmyslové muzeum císaře Františka Josefa v Olomouci, které  bylo založeno v roce 1873 jako jedno z prvních v českých zemích. Jeho hlavním cílem bylo zachování a propagace uměleckého řemesla a k tomu účelu  byl vytvořen bohatý sbírkový fond užitého umění. Muzeum bylo zrušeno v roce 1924. 
Od roku 1946 sídlila v budově zaniklé německé reálky dívčí měšťanská škola Komenium, po ní nese škola svůj dnešní název. V dalších letech se vystřídaly různé typy základních škol s kapacitou 600 žáků. Od roku 2015 má statut Fakultní školy Pedagogické fakulty Univerzity Palackého v Olomouci. Součástí je i jednotřídní mateřská škola. V budově školy se nachází kromě kmenových tříd 1. a 2. stupně i odborné učebny, tělocvična a sál. Mateřská škola disponuje hernou, jídelnou, šatnou a vlastním sociálním zařízením.

## Popis
Jedná se o třípatrovou rozlehlou symetrickou budovu se třemi dvory, umístěnou v uliční zástavbě. Průčelí v novorenesančním slohu je rozděleno podélnými římsami do čtyř řad nad sebou. Přízemí je zdobeno bosáží, obdélná okna jsou zakončena obloukem. Okna v dalších podlažích mají tvar jednoduchého obdélníku. Střední část průčelí s hlavním vchodem tvoří tříosý rizalit s odstupňovanými pilastry, který původně nesl sochařskou výzdobu (sochy Keplera, Komenského, Liebiga a Humboldta byly z důvodu bezpečnosti odstraněny za protektorátu). Fasáda vrcholí korunní římsou zakončenou balustrádou s kamennými vázami a akroteriony. Uprostřed je štít s reliéfním znakem. Dvorní fasády jsou jednoduché. V hlavním nádvoří je umístěna nástěnná kašna. Zbytky renezančních portálů, náhrobní deska a torzo fontány jsou umístěny v ohradní zdi zadního dvora. Uprostřed školního traktu je hřiště s asfaltovým povrchem a dvorek za tělocvičnou s umělým povrchem.
Ve vnitřních prostorách vyniká pilířový průjezd a především slavnostní sál (někdejší aula) s bohatou nástěnnou výmalbou.

## Slavnostní sál

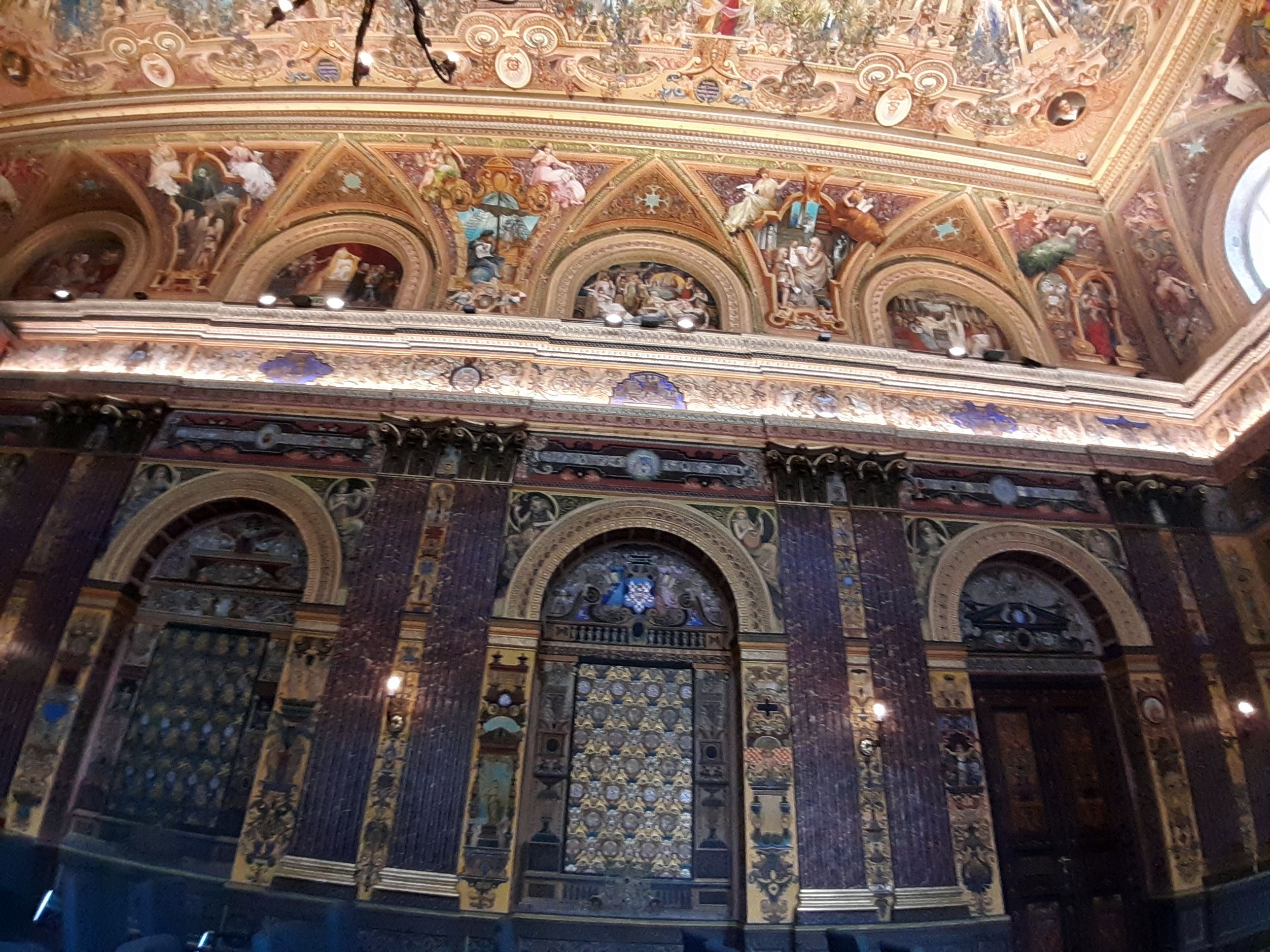
Slavnostní sál – boční stěna a část stropní výzdoby

Slavnostní sál se nachází v zadní části prvního a druhého patra budovy. Má obdélný půdorys o rozměrech 20 × 10 metrů, jeho výška je 12 metrů. Ve stěnách jsou 25–30 cm hluboké niky zakončené půlobloukem ve výšce 4,5 m. Na kratší (čelní) straně sálu jsou dvě, na protější tři a vstupní dveře. Na delších bočních stěnách je po čtyřech nikách, přičemž na východní straně jsou v nich proražena tři okna do dvorního traktu, kterými přichází do sálu denní světlo. Niky jsou odděleny kanelovanými pilastry s korintskými hlavicemi, které nesou široký architráv s profilovanými římsami. Nad římsami je stropní fabion, prolomený půlkruhovými oblouky, v nichž jsou na pravé boční straně tři okna, na čelní straně dvě okna. Strop sálu je plochý. Nad vstupními dveřmi je na kratší straně dřevěný balkon s plným parapetem, členěným římsami a pilastry. Přístup do sálu je možný přes tři dvoukřídlé dveře. Umělé osvětlení zajišťuje velký kovový lustr ve středu stropu. Původně byl vytápěn teplým vzduchem, který byl přiváděn šachtou přes ozdobnou mříž umístěnou v pravém rohu pod balkonem.
Slavnostní sál je na celé ploše vyzdoben ve stylu neorenesančního dekorativismu s prvky barokního iluzionismu s výjimečnou intenzitou barevných odstínů. Malířská výzdoba znázorňuje mnoho alegorických scén, mytologických výjevů a postav, vše je zasazeno do ornamentálních rámů a doplněno různými dekoracemi. Pokrývá plochu asi 740 m². Byla provedená klihovými a temperovými barvami v kombinaci s olejovou malbou jako imitací mramoru na pilastrech.

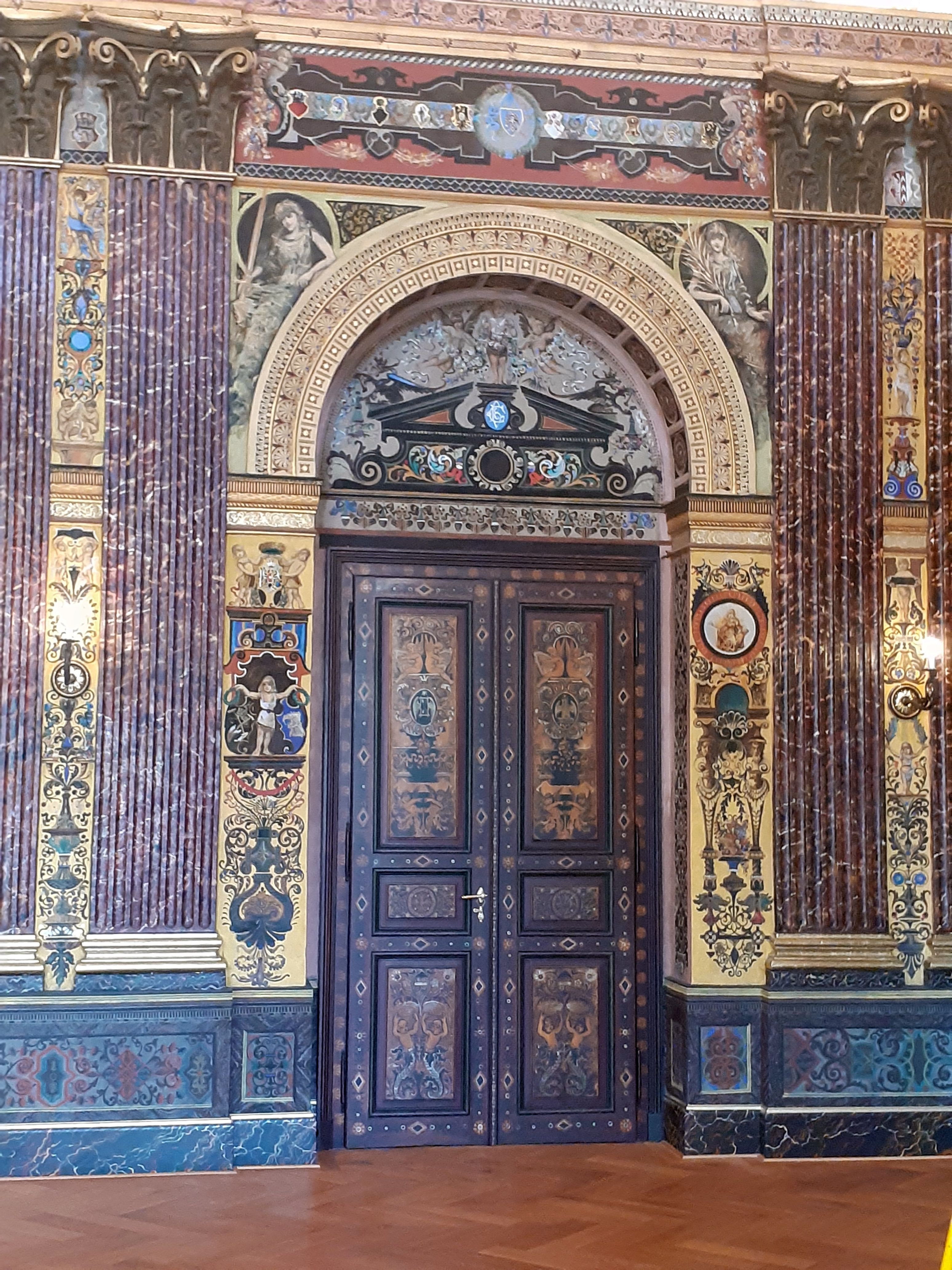
boční vstup do sálu

Hlavním autorem freskové výzdoby, na níž se podílelo více tvůrců, je pravděpodobně malíř Josef (José) Hilber. Vznikla počátkem roku 1892, což dokládá datace na jedné z nik MDCCCXCII. Bližší údaje o malíři nebyly dosud přesně zjištěny, čerpá se z článku v dobovém tisku.
Bohatá výzdoba sálu měla studentům připomenout slávu jejich tehdejší vlasti, zosobnění kladných lidských vlastností, šíři jejich možných uplatnění a připomenout jim jako vzory lidské ctnosti a významné osobnosti vědy a umění. Součástí výzdoby je kolem dvou set padesáti postav, z čehož tvoří významné procento asi sto třicet postav malých dětí. Malíř Josef Hilber zde zachytil i významné představitele vědy a umění, přičemž každý z nich na fresce vystupuje vlastně jako učitel, protože právě něco vysvětluje žákovi.
Zároveň měl být zdůrazněn význam císaře Františka Josefa I. a rakousko-uherské monarchie. V čele sálu na severní straně byly v nikách instalovány portrétní busty císaře a císařovny Alžběty, které však byly po vzniku Československa odstraněny. Zůstaly zde namalované baldachýny a nad nimi erb Rakouska-Uherska završený císařskou korunou a heslem Viribus unitis (Spojenými silami). Pod ním jsou čtyři andílci s atributy různých odvětví charakterizujícími město Olomouc: vojenství, vzdělanost, tkalcovství a zemědělství.
Ve cviklech oblouků nik jsou v dolní části výzdoby zobrazeny personifikace 13 lidských ctností. Nad nimi se v římse nachází vyobrazení 17 užitečných povolání, vhodných pro absolventy školy (například stavebnictví, zemědělství, krásná umění, armáda, obchod, železnice, pošta, úřady). Sto dvacet nejvýznamnějších měst monarchie připomínají jejich znaky. Úzké pásy mezi pilastry jsou vyplněny ornamentálními motivy a imitacemi tapet.

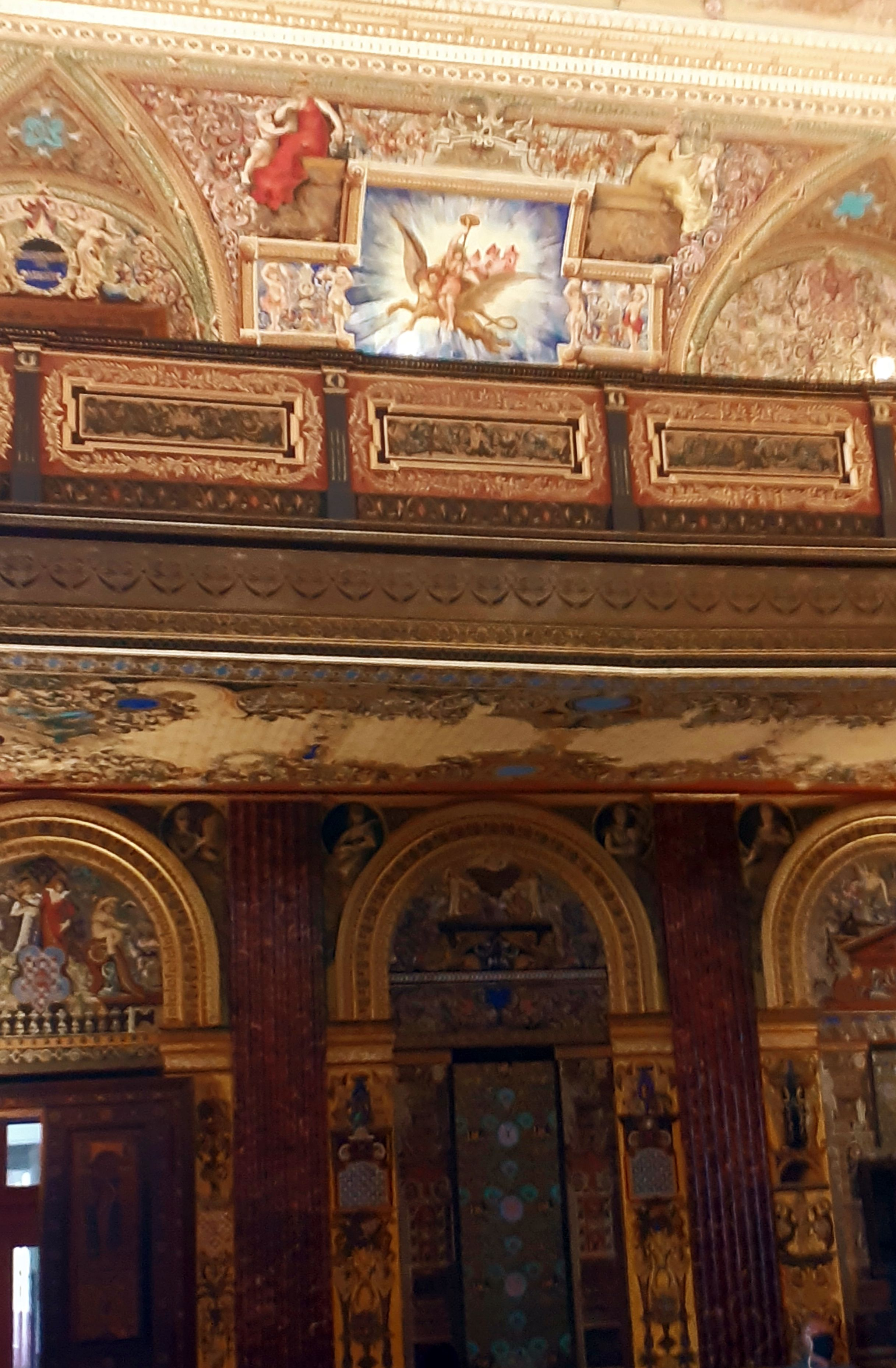
pohled na galerii

Ve stropních lunetách a fabionech jsou vymalovány alegorie malířství, odborného školství, průmyslu, krásného písemnictví, užitečně prožitého času, elektřiny a dobré vlády spolu se znakem císařství. Z významných osobností jsou zastoupeni Johanes Kepler, Erwin von Steinbach, Sokrates, Archimédes, Kryštof Kolumbus a Pythagoras. Nad dveřmi drží dvě harpyje medailon s nápisem Wissenschaft ist Macht (Vědění je moc). V pravém rohu u čelní strany se nachází kartuše s datem 20. června 1875, v další kartuši je nápis Erbaut von der Stadt Olmütz 1873.
Hustá ornamentální výzdoba s výraznou barevností člení plochu stropu do několika polí a otevírá výhled do imaginárního nebe. Rohy zdobí kruhové medailony s podobiznami Michelangela Buonarottiho, Alexandra von Humboldta, Friedricha Schillera, Isaaca Newtona. V medailonech po obvodu stropu jsou na tmavém pozadí uvedena jména dalších slavných osobností umění a vědy. Další výzdobu tvoří alegorie inspirace, pravdivosti, vážnosti, přísnosti, poslušnosti, mravnosti, naděje a píle.
Sál byl dlouhá léta využíván jako tělocvična. Za tím účelem byly stěny zakryty dřevěným obložením. Malby byly značně znečistěné a poškozené, některé části byly v havarijním stavu.
Rekonstrukce sálu začala v roce 2016 sanací stropu, následující rok byly opraveny fresky na boční zdi s okny. V roce 2018 byly rekonstruovány zbývající zdi a balkon včetně zábradlí. Konečnou fází byla oprava dveří a světel v roce 2019. Tým restaurátorů vedl akademický malíř Radomír Surma.
Prostory sálu jsou využívány pro společenské a kulturní akce školy i města.